# Arquitrau

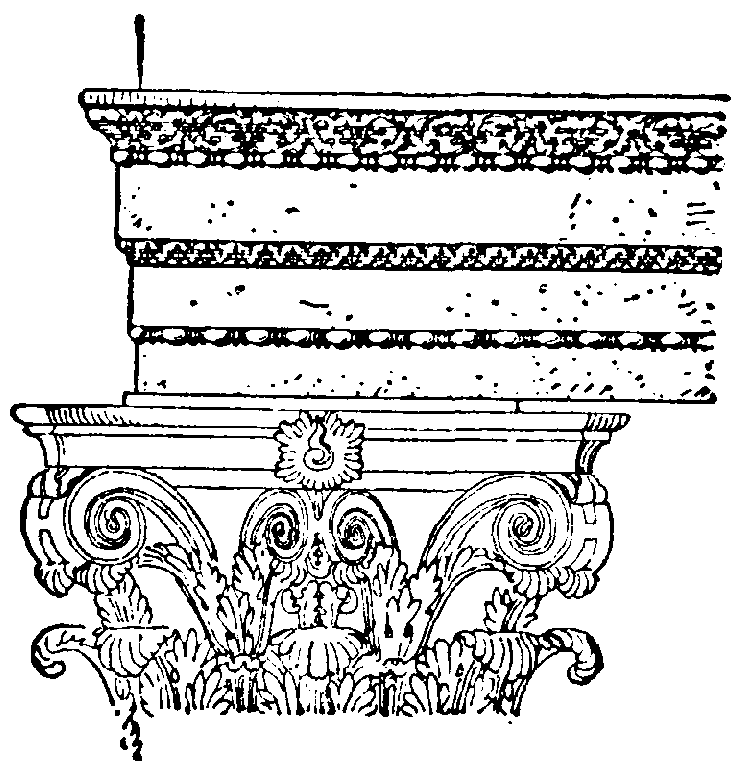
Exemple d'arquitrau sobre el capitell.

L'arquitrau és un element horitzontal de pedra que uneix entre si dues pilastres o bé columnes per dalt. En l'arquitectura clàssica, és la part inferior de l'entaulament que descansa immediatament sobre el capitell de la columna. La seva funció estructural és servir de llinda, per transmetre el pes de la coberta a les columnes.

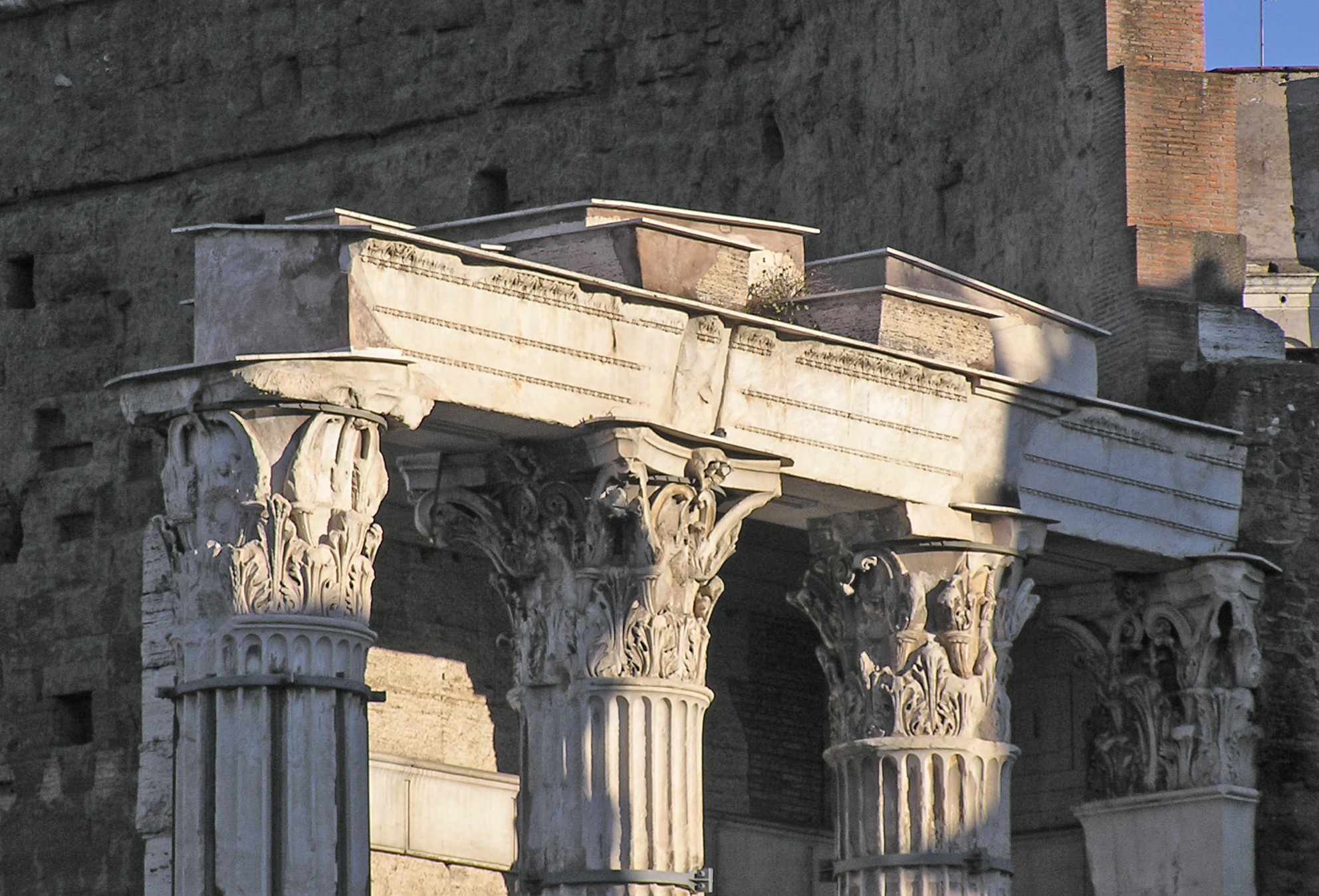
Arquitrau al temple romà de Mart, del Fòrum d'August, a Roma.

És un element fonamental en l'arquitectura de coberta plana, anomenada arquitravada. L'arquitectura grega clàssica i la seva precedent, l'arquitectura egea, és un exemple típic d'estructures arquitravades. Anteriorment, els edificis monumentals egipcis també es van construir amb cobertes pètries planes o adovellades.